# Migliori prestazioni europee nei 50 metri piani
La lista delle migliori prestazioni europee nei 50 metri piani, aggiornata periodicamente dalla World Athletics, raccoglie i migliori risultati di tutti i tempi degli atleti europei nella specialità dei 50 metri piani.

## Maschili
Statistiche aggiornate al 28 gennaio 2023.
|     | Tempo | Atleta                  | Luogo    | Data             |
| --- | ----- | ----------------------- | -------- | ---------------- |
| 1.  | 5"61  | Manfred Kokot           | Berlino  | 4 febbraio 1973  |
| 1.  | 5"61  | Jason Gardener          | Madrid   | 16 febbraio 2000 |
| 3.  | 5"63  | Pascal Mancini          | Aigle    | 21 gennaio 2023  |
| 4.  | 5"64  | Aleksandr Porchomovskij | Mosca    | 4 febbraio 1994  |
| 5.  | 5"65  | Marian Woronin          | Grenoble | 21 febbraio 1981 |
| 5.  | 5"65  | Stéphane Cali           | Eaubonne | 20 febbraio 1998 |
| 7.  | 5"67  | Venancio José           | Madrid   | 14 marzo 2001    |
| 7.  | 5"67  | Ronald Pognon           | Liévin   | 19 febbraio 2005 |
| 9.  | 5"68  | Wolfgang Löbe           | Berlino  | 3 febbraio 1974  |
| 10. | 5"70  | Jobst Hirscht           | Madrid   | 9 marzo 1968     |
| 10. | 5"70  | Andrey Grigoryev        | Mosca    | 4 febbraio 1994  |
| 10. | 5"70  | Erol Mutlusoy           | Smirne   | 4 febbraio 2011  |

## Femminili

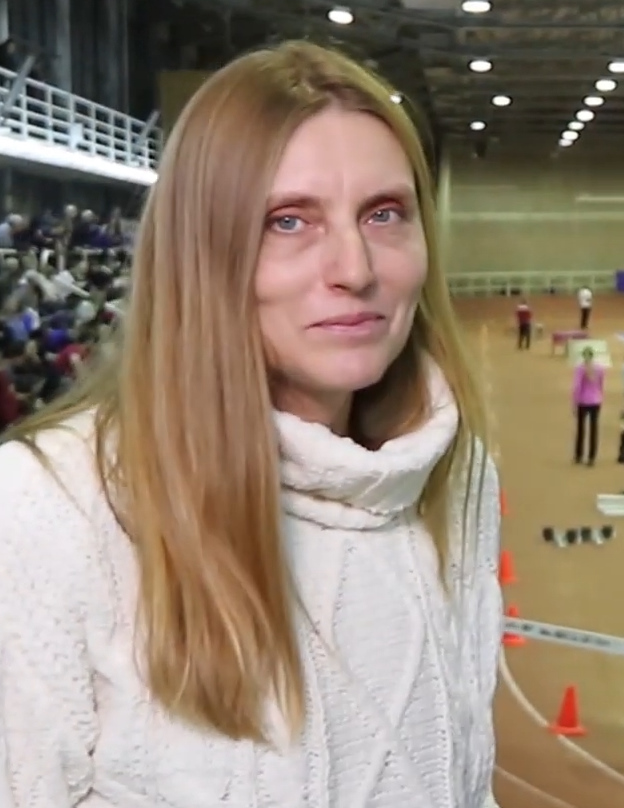
Irina Privalova, detentrice del record europeo dei 50 m

Statistiche aggiornate al 19 giugno 2022.
|     | Tempo | Atleta                          | Luogo    | Data             |
| --- | ----- | ------------------------------- | -------- | ---------------- |
| 1.  | 5"96  | Irina Privalova                 | Madrid   | 9 febbraio 1995  |
| 2.  | 6"09  | Zhanna Tarnopolskaya            | Mosca    | 2 febbraio 1993  |
| 3.  | 6"11  | Marita Koch                     | Grenoble | 2 febbraio 1980  |
| 3.  | 6"11  | Christine Arron                 | Aubière  | 26 febbraio 2006 |
| 5.  | 6"12  | Marlies Göhr                    | Grenoble | 2 febbraio 1980  |
| 5.  | 6"12  | Silke Möller                    | Berlino  | 19 febbraio 1988 |
| 5.  | 6"12  | Anelija Nuneva                  | Mosca    | 27 gennaio 1995  |
| 8.  | 6"13  | Natalya Merzlyakova             | Mosca    | 4 febbraio 1994  |
| 8.  | 6"13  | Yekaterina Leshchova-Grigoryeva | Mosca    | 4 febbraio 1994  |
| 10. | 6"14  | Frédérique Bangué               | Liévin   | 16 febbraio 1997 |